# Niels Henriksen
Niels Laulund Henriksen (Gentofte, 4 febbraio 1966) è un ex canottiere danese.

## Palmarès

### Olimpiadi
- 1 medaglia:
  - 1 oro (Atlanta 1996 nel 4 senza pesi leggeri)

### Mondiali
- 4 medaglie:
  - 1 oro (Indianapolis 1994 nel 4 senza pesi leggeri)
  - 3 argenti (Bled 1989 nell'otto pesi leggeri; Račice 1993 nell'otto pesi leggeri; Tampere 1995 nel 4 senza pesi leggeri)